# Fabryka Kabli Ożarów
Fabryka Kabli Ożarów – fabryka kabli w Ożarowie Mazowieckim funkcjonująca w latach 1929–2003. Założona 24 maja 1929 jako spółka akcyjna przez Franciszka Radziwiłła, Piotr i Stefana Bergmanów oraz Jurisa Jana Breisiga.
Przez lata funkcjowała pod nazwami: Polskie Fabryki Kabli i Walcownie Miedzi, Spółka Akcyjna Zakład K-3 – Fabryka Kabli w Ożarowie Mazowieckim; Fabryka Kabli Ożarów S.A..

## Historia
Fabryka kabli w Ożarowie postawiona została na działce o powierzchni ok. 11 ha zakupionej od miejscowego rolnika Ignacego Perza. Akt założenia spółki akcyjnej „Polskie Fabryki Kabli i Walcownie Miedzi” SA podpisany był u rejenta warszawskiego Dobrowolskiego przez: Jurisa Jana Breisiga przedstawiciela firmy „Elwerta” z Glarus w Szwajcarii, Franciszka księcia Radziwiłła oraz Piotra i Stefana Bergmanów przedstawicieli firmy "Felten i Guilleaume" z Kolonii z kapitałem zakładowym 1 milion zł.

### Okres przedwojenny i czas okupacji
Po pierwszym roku kapitał spółki został zwiększony do kwoty 3,5 mln zł. W 1931 uruchomiono produkcję kabli elektroenergetycznych i telekomunikacyjnych. W 1933 uruchomiona została kolejna hala do której przeniesiono maszyny i urządzenia z zakładu „Siemensa” z Rudy Pabianickiej. W 1937 wyprodukowano kabel telefoniczny dalekosiężny podmorski o długości 20 km w jednym odcinku. Został ułożony na trasie Oksywie-Hel ze specjalnie do tego celu przygotowanego statku i pod nadzorem pracowników z Ożarowa. W 1938 zatrudnionych było 600 robotników i 100 urzędników i wyprodukowano 10 tys. ton wyrobów.
W czasie kampanii wrześniowej ożarowska fabryka została zbombardowana i spaliły się magazyny. Z ramienia władz okupacyjnych kierownictwo w fabryce objęli przedstawiciele firmy „Felten&Guilleaume”. W 1940 zostały odbudowane spalone hale a w 1941 postawiona została kolejna hala. W letnich miesiącach 1944, wobec zbliżającego się frontu Niemcy wywieźli z Ożarowa wszelkie nadające się do zdemontowania maszyny i urządzenia.
Po upadku powstania warszawskiego, w październiku 1944 na terenie zakładu funkcjonował przejściowy obóz jeniecki dla żołnierzy Armii Krajowej, którzy następnie wagonami kolejowymi byli wywożeni do obozów na terenie Niemiec. W styczniu 1945 teren fabryki został zaminowany i przygotowany do wyburzenia. 16 stycznia, wykorzystując popłoch i zamieszanie Niemców, robotnik Ignacy Chudzik poprzecinał przewody detonacyjne.

### Okres PRL
Po wyzwoleniu, dopiero w 1947 dotarły pierwsze transporty maszyn z rewindykacji. Produkcja w fabryce uruchomiona została w 1949. W kolejnych latach rozbudowywano ożarowski zakład:
- w 1950 wzniesiono budynek dla technikum kablowego, który następnie przeznaczono na biurowiec. W tym czasie postawiono również budynek dla Centralnego Biura Konstrukcji Kablowych,
- w 1952 zakończono budowę nowej hali,
- w 1953 zakończono budowę drugiej hali w której znalazły się maszyny do produkcji przewodów o izolacji gumowej i z tworzyw sztucznych,
- w 1955 wybudowano odlewnie miedzi
- w 1963 zakończono rozbudowę głównej hali produkcyjnej.

W 1947 Fabryka Kabli w Ożarowie (FKO) została połączona z zakładem należącym do Towarzystwa Przemysłowego „Kabel” SA w Warszawie przy ulicy Kaczej. Połączone zakłady przyjęły nazwę "Warszawskie Zakłady Wytwórcze Materiałów Elektrotechnicznych".
Do końca lat 60. XX wieku zrealizowano w FKO:
- opanowanie produkcji dalekosiężnych kabli symetrycznych o izolacji styrofleksowej,
- opanowanie technologii ciągłej wulkanizacji gumy,
- wykonanie pierwszego w kraju kabla dalekosiężnego, współosiowego normalnowymiarowego 2,6/9,5 (8,5 MHz), będącego wspólnym dziełem konstruktorów i technologów Fabryki i CBKK,
- uruchomienie produkcji kabli elektroenergetycznych i sygnalizacyjnych o izolacji i powłoce z polwinitu (plastyfikowanego polichlorku winylu),
- uruchomienie produkcji telefonicznych kabli stacyjnych i zakończeniowych o izolacji i powłoce z polwinitu.

W latach 70 XX wieku zrealizowano kolejne inwestycje w ożarowskiej fabryce.
- zakup, montaż i rozruch trzech nowoczesnych linii wytłaczarkowych firmy General (Anglia) w latach 1970-71,

- zakup w 1971 roku w firmie Harden (Anglia) krajarki oraz drukarki do papieru służącego do izolowania żył telefonicznych kabli miejscowych,

- w 1972 roku zakup pierwszej w Polsce prasy ślimakowej do ołowiu firmy Sandelin ze Szwecji,
- budowa i wyposażenie hali produkcyjnej w latach 1974–76,

W latach 1975-77 w oparciu o kontrakt z francuskim konsorcjum SAT/SERET zrealizowano  inwestycję „pod klucz” Zakład Kabli Telekomunikacyjnych. Był to na ówczesne czasy najbardziej nowoczesny tego typu obiekt na świecie.
W latach 80. XX wieku rozbudowano bazę socjalną dla pracowników:
- przygotowano hotel pracowniczy dla 160 pracowników,
- adaptowano dwie kondygnacje biurowca na zakładową przychodnię zdrowia,
- adaptowano drugi dziesięciopiętrowy wieżowiec na 106 mieszkań,
- rozpoczęto budowę siedmiu czteropiętrowych bloków mieszkalnych, tworzących kompleks osiedlowy, który zakończono w 1991 roku,
- adaptowano hotel pracowniczy na mieszkania rodzinne w 1994 roku.

W 1989 uruchomiono produkcję kabli światłowodowych. Produkowano je w dwóch technologiach:
- rozetowa, oparta na maszynach firmy SAT (Francja),
- tubowa, oparta na maszynach firmy Rosendahl (Austria).

W 1993 FKO uzyskała certyfikat jakości zgodny z międzynarodową normą ISO 9002, przyznany przez British Approvals Service for Cables (BASEC). Sytuacja finansowa FKO w drugiej połowie lat 90. XX wieku byłą na tyle dobra, że w 1997 podjęto decyzję o uruchomieniu produkcji kabli elektroenergetycznych o izolacji z polietylenu usieciowanego na napięcia do 36/66 kV.
Odbiorcami produkcji ożarowskiej fabryki były kraje takie jak: Wielka Brytania, Niemcy, Jugosławia, Meksyk, Irak, Iran, Egipt, Arabia Saudyjska, Libia, Liban, Chiny, Kuwejt, Jemen, Francja, Maroko, Algieria, Stany Zjednoczone, Grecja, Turcja, Rosja.

### Prywatyzacja FKO
1 maja 1997 FKO została przekształcona z Przedsiębiorstwa Państwowego w jednoosobową spółkę Skarbu Państwa. W styczniu 1998 akcjonariuszami była spółka giełdowa Elektrim S.A. oraz Spółka Pracownicza FK Ożarów Sp. z o.o. i Polski Fundusz Przedsiębiorczości. W 1999 Elektrim stworzył holding trzech fabryk kabli Elektrim Kable S.A. w składzie: Bydgoska Fabryka Kabli, Fabryka Kabli Ożarów i Fabryki Kabli Załom.
Na początki stycznia 2002 Holding Elektrim Kable S.A. został sprzedany firmie Tele-Fonika KFK S.A. z Krakowa.

### Strajk i likwidacja FKO
Nowy właściciel, w krótkim czasie, ogłosił decyzję o likwidacji fabryki w Ożarowie. Pracownicy FKO nie zgodzili się aby dobrze prosperujący zakład, w którym pracowało dużo mieszkańców miasta, został zlikwidowany. Dnia 22 kwietnia 2002 został ogłoszony strajk w Fabryce Kabli w Ożarowie Mazowieckim. Strajk trwał 306 dni i był najdłuższym protestem pracowniczym. W jego trakcie prowadzono rozmowy i negocjacje na wielu szczeblach władzy. Mimo deklaracji właściciela FKO, że nikt nie będzie zwalniany i zakład nie będzie likwidowany, wszystkie jego działania zmierzały do tego celu. Obietnice składane pracownikom FKO były omijane jak również publiczne deklaracje Tele-Foniki KFK były przez nią łamane.
26 listopada 2002 była podjęta próba siłowej pacyfikacji protestujących w obronie ożarowskiej fabryki.
Ostateczne zakończenie strajku miało miejsce 21 lutego 2003 podpisaniem porozumienia gdzie sygnatariuszami byli:
- Agencja Rozwoju Przemysłu S.A.
- Nowa Fabryka Kabli Ożarów Sp.z.o.o.
- Telefonika Kable S.A.
- Miasto i Gmina Ożarów Mazowiecki
- Komitet Protestacyjny Pracowników FKO

W ostateczności na części dawnej Fabryki powstała Specjalna Strefa Ekonomiczna Euro-Park Wisłosan W części administracyjnej FKO umieszczona została siedziba starostwa powiatu warszawskiego zachodniego.

### Dyrektorzy FKO
W okresie powojennym funkcję Dyrektora Naczelnego Fabryki Kabli w Ożarowie Mazowieckim sprawowali:
- Leon Szereszewski (1945–1947),
- Jerzy Adamski (1948),
- Waldemar Friling (1949),
- Tadeusz Paczesny (1949–1951),
- Franciszek Goczał (1951–1953),
- Stefan Parzeniecki (1953–1956),
- Edward Michalski (1956–1957),
- Sylwester Michalak (1957–1970),
- Waldemar Malecki (1970–1972),
- Ryszard Santarek (1972–1977),
- Stanisław Pilarowski (1977–1979),
- Tadeusz Wikło (1979–1981),
- Edward Posłuszny (1981–1992),
- Bogdan Zapaśnik (1992–1995),
- Edward Posłuszny (1995–1999),
- Grzegorz Gębala (1999–2001),
- Zenon Biczkowski (2001–2002).